# Équipe cycliste Matrix Powertag
L'équipe cycliste Matrix Powertag est une équipe cycliste japonaise qui participe aux circuits continentaux de cyclisme et en particulier l'UCI Asia Tour. À l'issue de la saison 2009, l'équipe perd son statut continental en 2010 avant de le retrouver en 2011.

## Principales victoires

### Courses d'un jour
- Oita Urban Classic : 2021 (Francisco Mancebo)

### Courses par étapes
- Tour de Kumano : 2015 (Benjamin Prades), 2017 (José Vicente Toribio), 2019 (Orluis Aular)
- Tour d'Okinawa : 2017 (Junya Sano)
- Ronda Pilipinas : 2019 (Francisco Mancebo)

### Championnats nationaux
- Championnats de Grèce sur route : 1
  - Course en ligne : 2023 (Georgios Bouglas)
- Championnats du Venezuela sur route : 1
  - Contre-la-montre : 2019 (Orluis Aular)

## Classements UCI
L'équipe participe aux épreuves des circuits continentaux et en particulier de l'UCI Asia Tour. Les tableaux ci-dessous présentent les classements de l'équipe sur les différents circuits, ainsi que son meilleur coureur au classement individuel.
UCI America Tour
| UCI America Tour | UCI America Tour       | UCI America Tour                          | UCI America Tour |
| Année            | Classement par équipes | Meilleur coureur au classement individuel |                  |
| ---------------- | ---------------------- | ----------------------------------------- | ---------------- |
| 2019             | -                      | Orluis Aular (15e)                        |                  |
| 2022             | -                      | Leonel Quintero (230e)                    |                  |
|                  |                        |                                           |                  |
| Source : UCI     |                        |                                           |                  |

UCI Asia Tour
| UCI Asia Tour | UCI Asia Tour          | UCI Asia Tour                             | UCI Asia Tour |
| Année         | Classement par équipes | Meilleur coureur au classement individuel |               |
| ------------- | ---------------------- | ----------------------------------------- | ------------- |
| 2011          | 52e                    | Takahiro Yamashita (241e)                 |               |
| 2012          | 48e                    | Mariusz Wiesiak (151e)                    |               |
| 2013          | 46e                    | Vicente García de Mateos (153e)           |               |
| 2014          | 63e                    | Eduard Prades (216e)                      |               |
| 2015          | 19e                    | Benjamín Prades (16e)                     |               |
| 2016          | 53e                    | José Vicente Toribio (190e)               |               |
| 2017          | 25e                    | José Vicente Toribio (31e)                |               |
| 2018          | 35e                    | Junya Sano (51e)                          |               |
| 2019          | 4e                     | Junya Sano (151e)                         |               |
| 2021          | 10e                    | Marino Kobayashi (112e)                   |               |
| 2022          | 20e                    | Marino Kobayashi (73e)                    |               |
| 2023          | 13e                    | -                                         |               |
|               |                        |                                           |               |
| Source : UCI  |                        |                                           |               |

UCI Europe Tour
| UCI Europe Tour | UCI Europe Tour        | UCI Europe Tour                           | UCI Europe Tour |
| Année           | Classement par équipes | Meilleur coureur au classement individuel |                 |
| --------------- | ---------------------- | ----------------------------------------- | --------------- |
| 2011            | 116e                   | Mariusz Wiesiak (1202e)                   |                 |
| 2012            | 107e                   | Mariusz Wiesiak (532e)                    |                 |
| 2014            | 85e                    | Eduard Prades (126e)                      |                 |
| 2019            | -                      | Francisco Mancebo (291e)                  |                 |
| 2021            | -                      | Francisco Mancebo (627e)                  |                 |
| 2022            | -                      | José Vicente Toribio (825e)               |                 |
|                 |                        |                                           |                 |
| Source : UCI    |                        |                                           |                 |

L'équipe est également classée au Classement mondial UCI qui prend en compte toutes les épreuves UCI et concerne toutes les équipes UCI.
| Classement mondial | Classement mondial     | Classement mondial                        | Classement mondial |
| Année              | Classement par équipes | Meilleur coureur au classement individuel |                    |
| ------------------ | ---------------------- | ----------------------------------------- | ------------------ |
| 2016               | -                      | José Vicente Toribio (1220e)              |                    |
| 2017               | -                      | José Vicente Toribio (450e)               |                    |
| 2018               | -                      | Junya Sano (617e)                         |                    |
| 2019               | 61e                    | Orluis Aular (171e)                       |                    |
| 2021               | 127e                   | Francisco Mancebo (814e)                  |                    |
| 2022               | 137e                   | Marino Kobayashi (1126e)                  |                    |
| 2023               | 99e                    | Geórgios Boúglas (383e)                   |                    |
| 2024               | 108e                   | Marino Kobayashi (574e)                   |                    |
|                    |                        |                                           |                    |
| Source : UCI       |                        |                                           |                    |

## Matrix Powertag en 2022
| Cycliste             | Date de naissance | Nationalité | Équipe 2021            |  |
| -------------------- | ----------------- | ----------- | ---------------------- |  |
| Ryosuke Hashimoto    | 8 mars 1992       | Japon       | Matrix Powertag        |  |
| Tomoya Kano          | 14 juillet 1973   | Japon       | Matrix Powertag        |  |
| Marino Kobayashi     | 1er juillet 1994  | Japon       | Matrix Powertag        |  |
| Ryohei Komori        | 26 septembre 1988 | Japon       | Matrix Powertag        |  |
| Francisco Mancebo    | 9 mars 1976       | Espagne     | Matrix Powertag        |  |
| Leonel Quintero      | 13 mars 1997      | Venezuela   | Matrix Powertag        |  |
| Kenji Takubo         | 11 septembre 1995 | Japon       | Matrix Powertag (2018) |  |
| José Vicente Toribio | 22 décembre 1985  | Espagne     | Matrix Powertag        |  |
| Daiki Yasuhara       | 12 août 1991      | Japon       | Matrix Powertag        |  |
| Hayato Yoshida       | 19 mai 1989       | Japon       | Matrix Powertag        |  |